# Texingtal
Texingtal är en kommun  i Österrike. Den ligger i distriktet Melk i förbundslandet Niederösterreich. Huvudorten Texing ligger 80 km väster om huvudstaden Wien. 
Kommunen består av 22 orter (Ortschaften) (inom parentes invånarantal 1 januari 2024):

- Altendorf (179)
- Bach (49)
- Fischbach (33)
- Großmaierhof (73)
- Haberleiten (51)
- Hinterberg (47)
- Hinterholz (23)
- Hinterleiten (18)
- Kleinmaierhof (49)
- Mühlgraben (49)
- Panholz (20)
- Plankenstein (74)
- Reinöd (90)
- Rosenbichl (43)
- Schwaighof (69)
- Sonnleithen (16)
- St. Gotthard (143)
- Steingrub (168)
- Straß bei Texing (32)
- Texing (404)
- Walzberg (2)
- Weißenbach (65)